# 窄叶蕈树
窄叶蕈树（学名：Altingia angustifolia）为金缕梅科蕈树属下的一个种。